# Poilhes
Poilhes (prononcé [pɔj] ; en occitan : Pòlhas ['po.ʎɔs]) est une commune française située dans le sud-ouest du département de l'Hérault en région Occitanie.
Exposée à un climat méditerranéen, elle est drainée par le canal du Midi, le ruisseau de Montady. La commune possède un patrimoine naturel remarquable : un site Natura 2000, l'étang de Capestang et trois zones naturelles d'intérêt écologique, faunistique et floristique.
Poilhes est une commune rurale qui compte 534 habitants en 2022. Elle fait partie de l'aire d'attraction de Béziers. Ses habitants sont appelés les Poilhais ou Poilhaises.

## Géographie

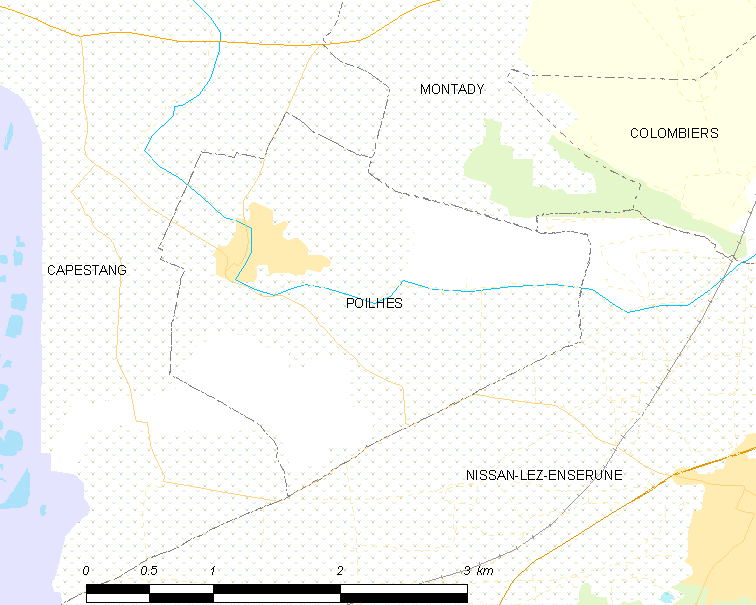
Carte

### Situation
Situé sur une colline, le village de Poilhes est traversé par le canal du Midi.
Poilhes surplombe un important étang, l'étang de Capestang, qui est l'exutoire de l'étang de Poilhes.
Ce village est également en contrebas de l'oppidum d'Ensérune.

### Communes limitrophes
Entouré par les communes de Capestang, Montels et Montady, Poilhes est situé à 12 km au sud-ouest de Béziers la plus grande ville à proximité.

### Hameaux et lieux-dits
- le Village
- Saint-Félix
- Régismont le Haut
- Régismont le Bas
- Domaine Saint-Martin
- Domaine Du Thou : vient d'un mot roman Toat, qui désigne une canalisation. Dans le cas présent il doit s'agir d'une conduite d'eau, qui alimentait la grande villa romaine du Thou[1].

### Relief et Géologie
Le village de Poilhes est situé sur des collines, le Puech Olivet et le Puech Mirou.

### Hydrologie
- Le village est traversé en son centre par le canal du Midi.
- À proximité, l'étang de Capestang, dont le niveau varie selon les saisons, est une zone humide d'une grande qualité écologique, qui accueille notamment de nombreuses espèces d'oiseaux nicheurs. Il est classé Natura 2000 et ZPS (Zone de protection spéciale). L'étang de Poilhes, plus petit, communique avec l'étang de Capestang.

### Climat
Pour des articles plus généraux, voir Climat de l'Occitanie et Climat de l'Hérault.
En 2010, le climat de la commune est de type climat méditerranéen franc, selon une étude s'appuyant sur une série de données couvrant la période 1971-2000. En 2020, Météo-France publie une typologie des climats de la France métropolitaine dans laquelle la commune est exposée à un climat méditerranéen et est dans la région climatique  Provence, Languedoc-Roussillon, caractérisée par une pluviométrie faible en été, un très bon ensoleillement (2 600 h/an), un été chaud (21,5 °C), un air très sec en été, sec en toutes saisons, des vents forts (fréquence de 40 à 50 % de vents > 5 m/s) et peu de brouillards.
Pour la période 1971-2000, la température annuelle moyenne est de 14,9 °C, avec une amplitude thermique annuelle de 15,7 °C. Le cumul annuel moyen de précipitations est de 614 mm, avec 5,1 jours de précipitations en janvier et 2,4 jours en juillet. Pour la période 1991-2020, la température moyenne annuelle observée sur la station météorologique la plus proche, située sur la commune de Lespignan à 9 km à vol d'oiseau, est de 15,6 °C et le cumul annuel moyen de précipitations est de 604,2 mm,. Pour l'avenir, les paramètres climatiques de la commune estimés pour 2050 selon différents scénarios d’émission de gaz à effet de serre sont consultables sur un site dédié publié par Météo-France en novembre 2022.

### Voies de communication et transports
La commune est située à l'intersection des routes départementales 37 et 11E1 qui relient Poilhes à Capestang au nord-ouest, Nissan-lez-Enserune au sud-est et Montady au nord-est du village. L'échangeur de Béziers-ouest, sur l'autoroute A9, est à 15 kilomètres.
La commune est traversée en son centre par le canal du Midi. Il est navigable, et peut être suivi à pied ou à vélo par le chemin de halage.
Le chemin du piémont pyrénéen, itinéraire du pèlerinage de Saint-Jacques-de-Compostelle traverse la commune.
La commune est desservie par la ligne 642 du réseau de transport en commun Lio de la région Occitanie. Des transports vers les établissements scolaires de secteur sont aussi organisés.
La gare de Nissan-lez-Ensérune est la plus proche, mais est fermée au public depuis 2015. La gare de Béziers ou la gare de Narbonne sont par contre largement desservies.
L'aéroport de Béziers - Vias, à 12 kilomètres à l'est de Béziers, est desservi par la compagnie Ryanair.

### Milieux naturels et biodiversité

#### Réseau Natura 2000

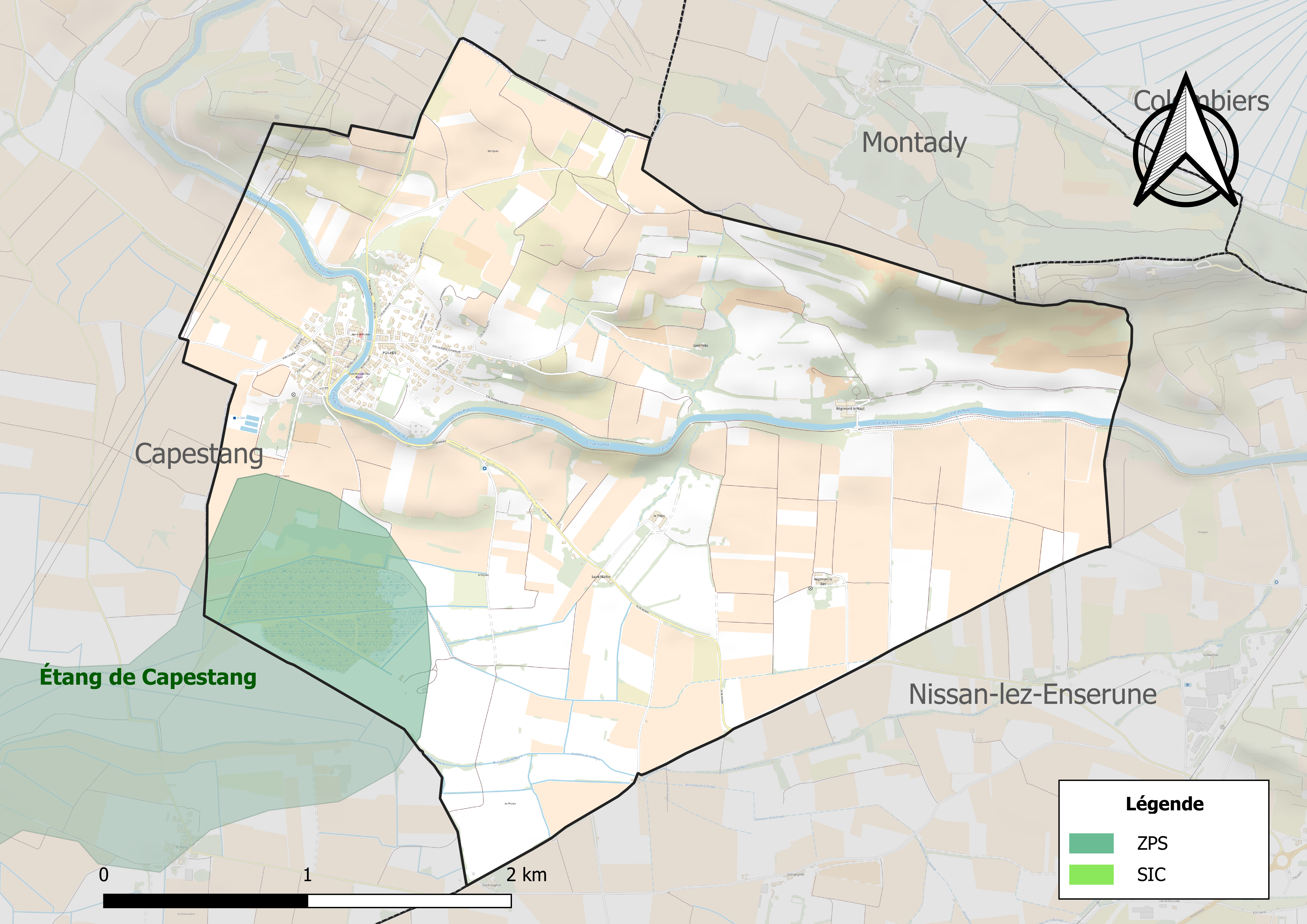
Sites Natura 2000 sur le territoire communal.

Le réseau Natura 2000 est un réseau écologique européen de sites naturels d'intérêt écologique élaboré à partir des directives habitats et oiseaux, constitué de zones spéciales de conservation (ZSC) et de zones de protection spéciale (ZPS).
Un site Natura 2000 a été défini sur la commune au titre de la directive oiseaux : l'« étang de Capestang », d'une superficie de 1 374 ha, d'un intérêt écologique exceptionnel notamment en ce qui concerne l'étang et sa phragmitaie (roseaux). L'avifaune est particulièrement riche et intéressante en raison du type de végétation en place (grande étendue de roseaux) et de l'isolement des lieux. Il accueille de très nombreuses espèces nicheuses dont certaines justifient plus particulièrement la proposition de ce site en tant que site d'intérêt communautaire : le Butor étoilé, le Rollier d'Europe.

#### Zones naturelles d'intérêt écologique, faunistique et floristique
L’inventaire des zones naturelles d'intérêt écologique, faunistique et floristique (ZNIEFF) a pour objectif de réaliser une couverture des zones les plus intéressantes sur le plan écologique, essentiellement dans la perspective d’améliorer la connaissance du patrimoine naturel national et de fournir aux différents décideurs un outil d’aide à la prise en compte de l’environnement dans l’aménagement du territoire.
Deux ZNIEFF de type 1 sont recensées sur la commune :
la « colline de l'Oppidum d'Ensérune » (71 ha), couvrant 3 communes du département et
les « étangs de Capestang et de Poilhes » (759 ha), couvrant 6 communes dont deux dans l'Aude et quatre dans l'Hérault
et une ZNIEFF de type 2, :
la « Basse plaine de l'Aude et étang de Capestang » (7 120 ha), couvrant 10 communes dont quatre dans l'Aude et six dans l'Hérault.

Carte des ZNIEFF de type 1 et 2 à Poilhes.
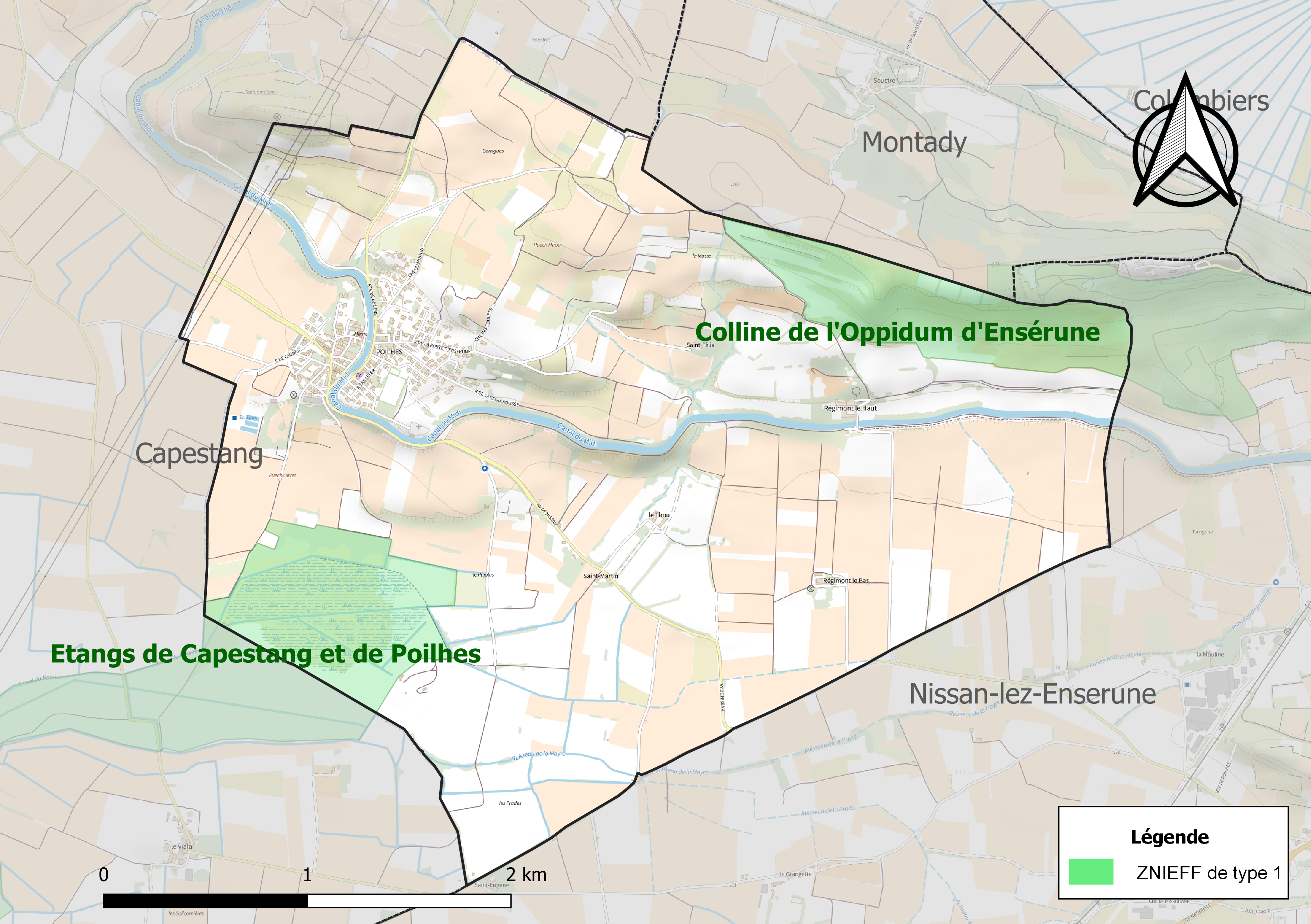
Carte des ZNIEFF de type 1 sur la commune.
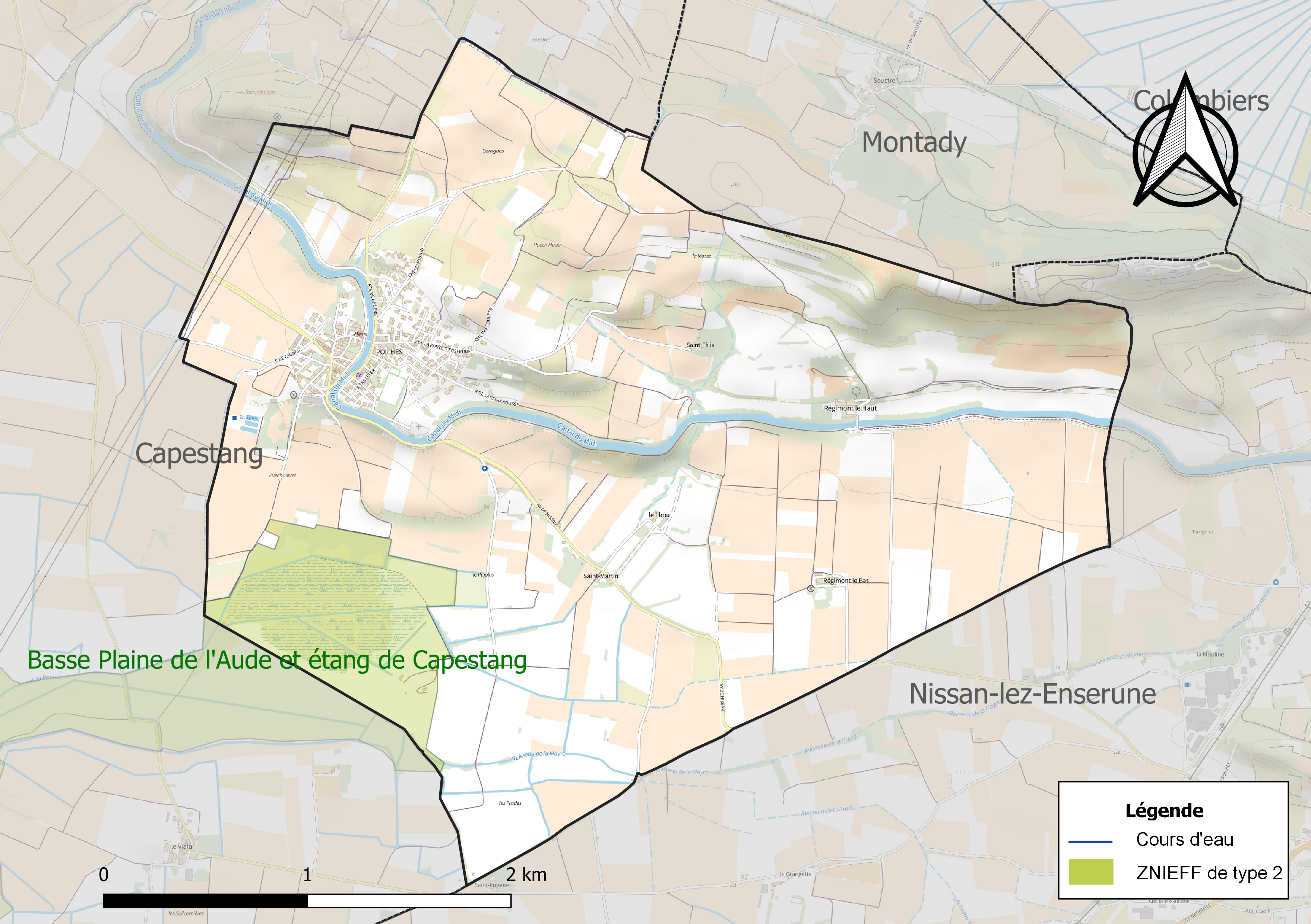
Carte de la ZNIEFF de type 2 sur la commune.

## Urbanisme

### Typologie
Au 1er janvier 2024, Poilhes est catégorisée commune rurale à habitat dispersé, selon la nouvelle grille communale de densité à sept niveaux définie par l'Insee en 2022.
Elle est située hors unité urbaine. Par ailleurs la commune fait partie de l'aire d'attraction de Béziers, dont elle est une commune de la couronne,. Cette aire, qui regroupe 53 communes, est catégorisée dans les aires de 50 000 à moins de 200 000 habitants,.

### Occupation des sols
L'occupation des sols de la commune, telle qu'elle ressort de la base de données européenne d’occupation biophysique des sols Corine Land Cover (CLC), est marquée par l'importance des territoires agricoles (95 % en 2018), en augmentation par rapport à 1990 (85,2 %). La répartition détaillée en 2018 est la suivante :
cultures permanentes (63 %), zones agricoles hétérogènes (31,9 %), zones urbanisées (5 %). L'évolution de l’occupation des sols de la commune et de ses infrastructures peut être observée sur les différentes représentations cartographiques du territoire : la carte de Cassini (XVIIIe siècle), la carte d'état-major (1820-1866) et les cartes ou photos aériennes de l'IGN pour la période actuelle (1950 à aujourd'hui).

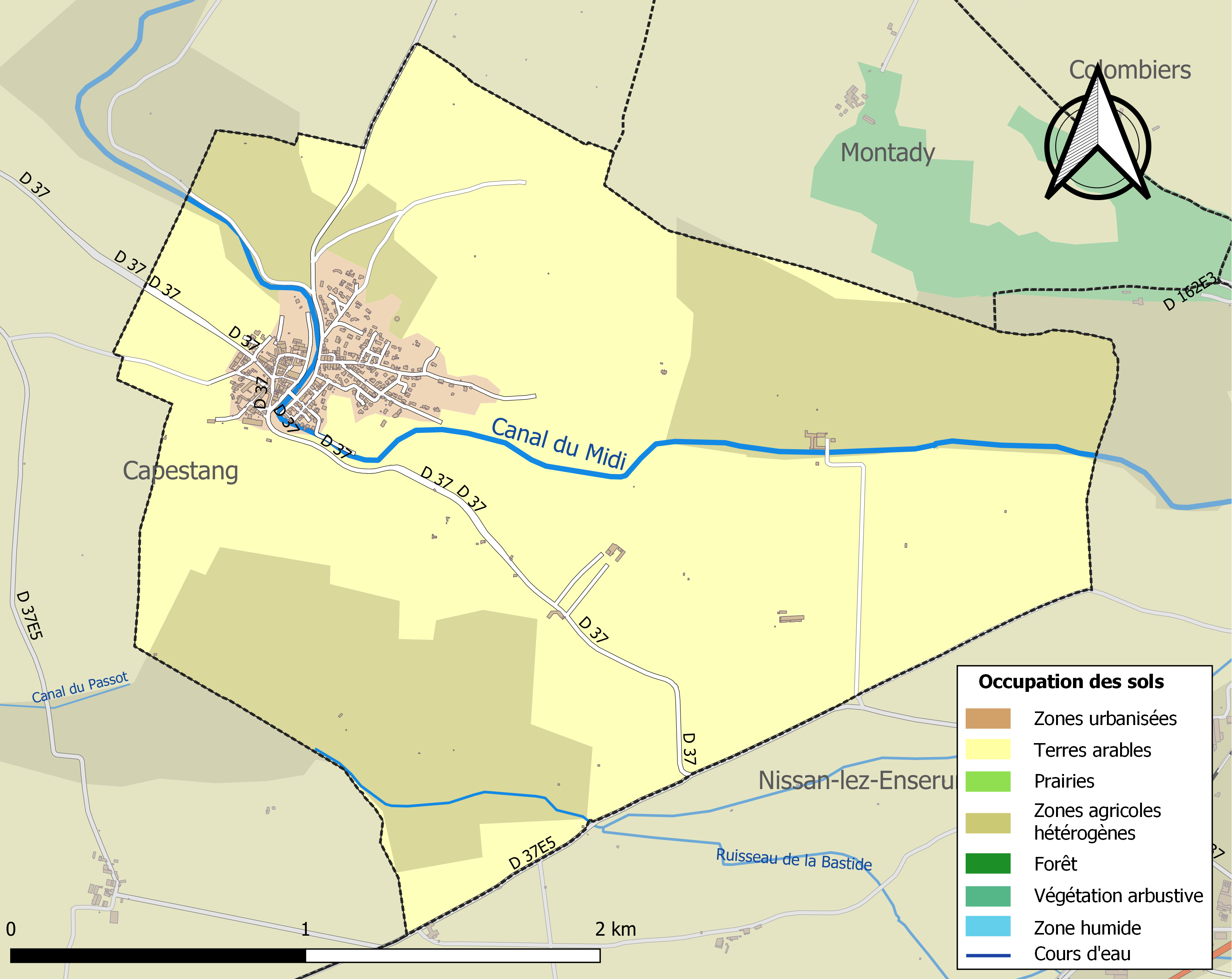
Carte des infrastructures et de l'occupation des sols de la commune en 2018 (CLC).

### Risques majeurs
Le territoire de la commune de Poilhes est vulnérable à différents aléas naturels : météorologiques (tempête, orage, neige, grand froid, canicule ou sécheresse), inondations et séisme (sismicité faible). Un site publié par le BRGM permet d'évaluer simplement et rapidement les risques d'un bien localisé soit par son adresse soit par le numéro de sa parcelle.
Certaines parties du territoire communal sont susceptibles d’être affectées par le risque d’inondation par débordement de cours d'eau, notamment le canal du Midi. La commune a été reconnue en état de catastrophe naturelle au titre des dommages causés par les inondations et coulées de boue survenues en 1982, 1987, 1992, 1996 et 2019,.
Poilhes est exposée au risque de feu de forêt du fait de la présence sur son territoire. Un plan départemental de protection des forêts contre les incendies (PDPFCI) a été approuvé en juin 2013 et court jusqu'en 2022, où il doit être renouvelé. Les mesures individuelles de prévention contre les incendies sont précisées par deux arrêtés préfectoraux et s’appliquent dans les zones exposées aux incendies de forêt et à moins de 200 mètres de celles-ci. L’arrêté du 25 avril 2002 réglemente l'emploi du feu en interdisant notamment d’apporter du feu, de fumer et de jeter des mégots de cigarette dans les espaces sensibles et sur les voies qui les traversent sous peine de sanctions. L'arrêté du 11 mars 2013 rend le débroussaillement obligatoire, incombant au propriétaire ou ayant droit,.

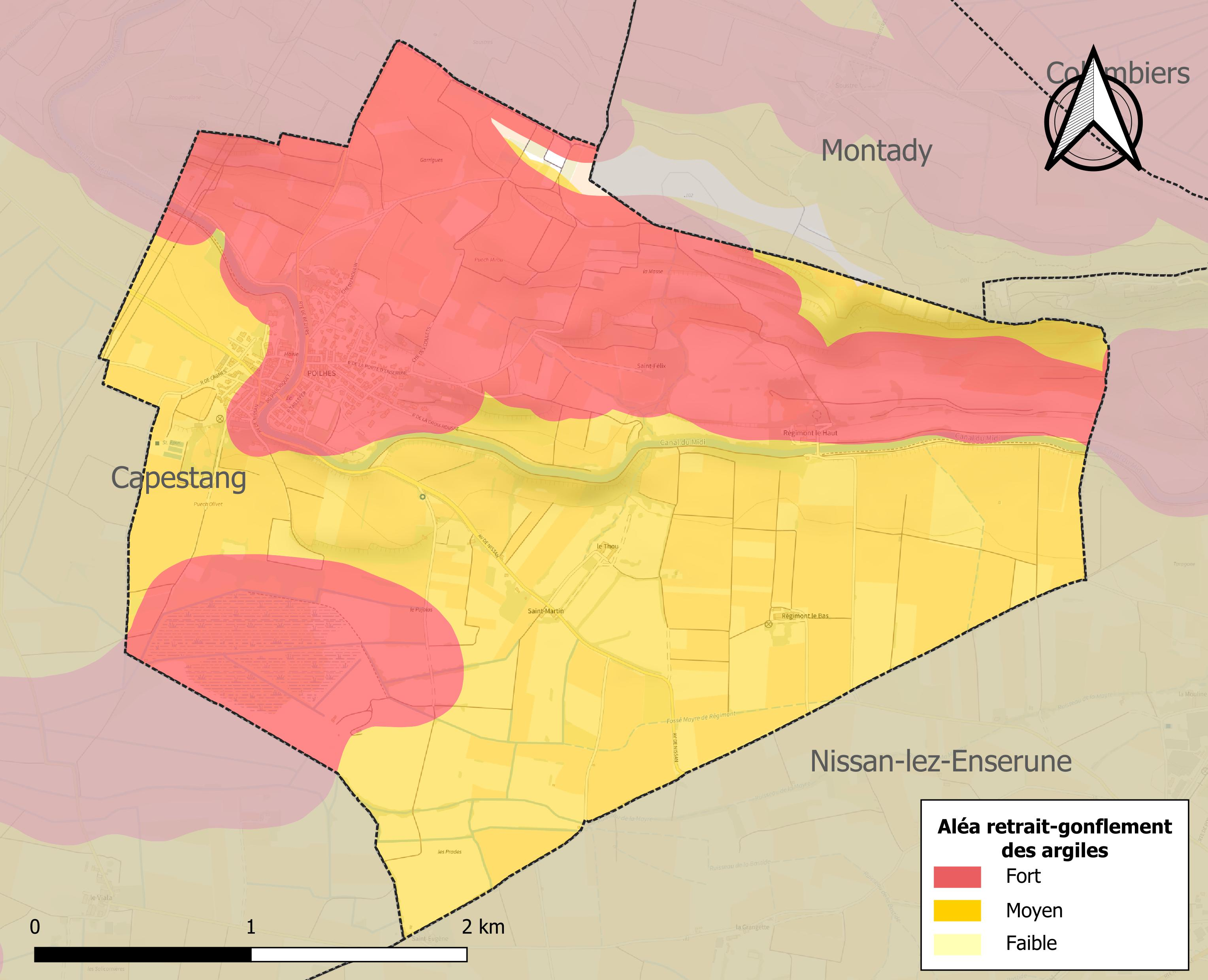
Carte des zones d'aléa retrait-gonflement des sols argileux de Poilhes.

Le retrait-gonflement des sols argileux est susceptible d'engendrer des dommages importants aux bâtiments en cas d’alternance de périodes de sécheresse et de pluie. 99,6 % de la superficie communale est en aléa moyen ou fort (59,3 % au niveau départemental et 48,5 % au niveau national). Sur les 272 bâtiments dénombrés sur la commune en 2019, 272 sont en aléa moyen ou fort, soit 100 %, à comparer aux 85 % au niveau départemental et 54 % au niveau national. Une cartographie de l'exposition du territoire national au retrait gonflement des sols argileux est disponible sur le site du BRGM,.
Par ailleurs, afin de mieux appréhender le risque d’affaissement de terrain, l'inventaire national des cavités souterraines permet de localiser celles situées sur la commune.

## Toponymie
Le nom du village, « Poilhes », se prononce Poyeu.

### Évolution des mentions de Poilhes dans les documents écrits
- 1187, au Cartulaire d'Agde : POALERIUM VILLA.
- 1207, au Livre Noir de la cathédrale Saint-Nazaire : DE POALLERILS.
- 1317, au Cartulaire de Maguelone : POILHEU.
- 1518 : PEILLAN.
- 1527 : POLERIAL puis, DE POLERIIS.
- 1529, à la Seigneurie en la viguerie de Béziers : POLIAS
- 1625, 1649 au diocèse de Narbonne : POLHES.
- 1760, à la rectorie de Poilhes : POILHES, le nom actuel.

## Histoire

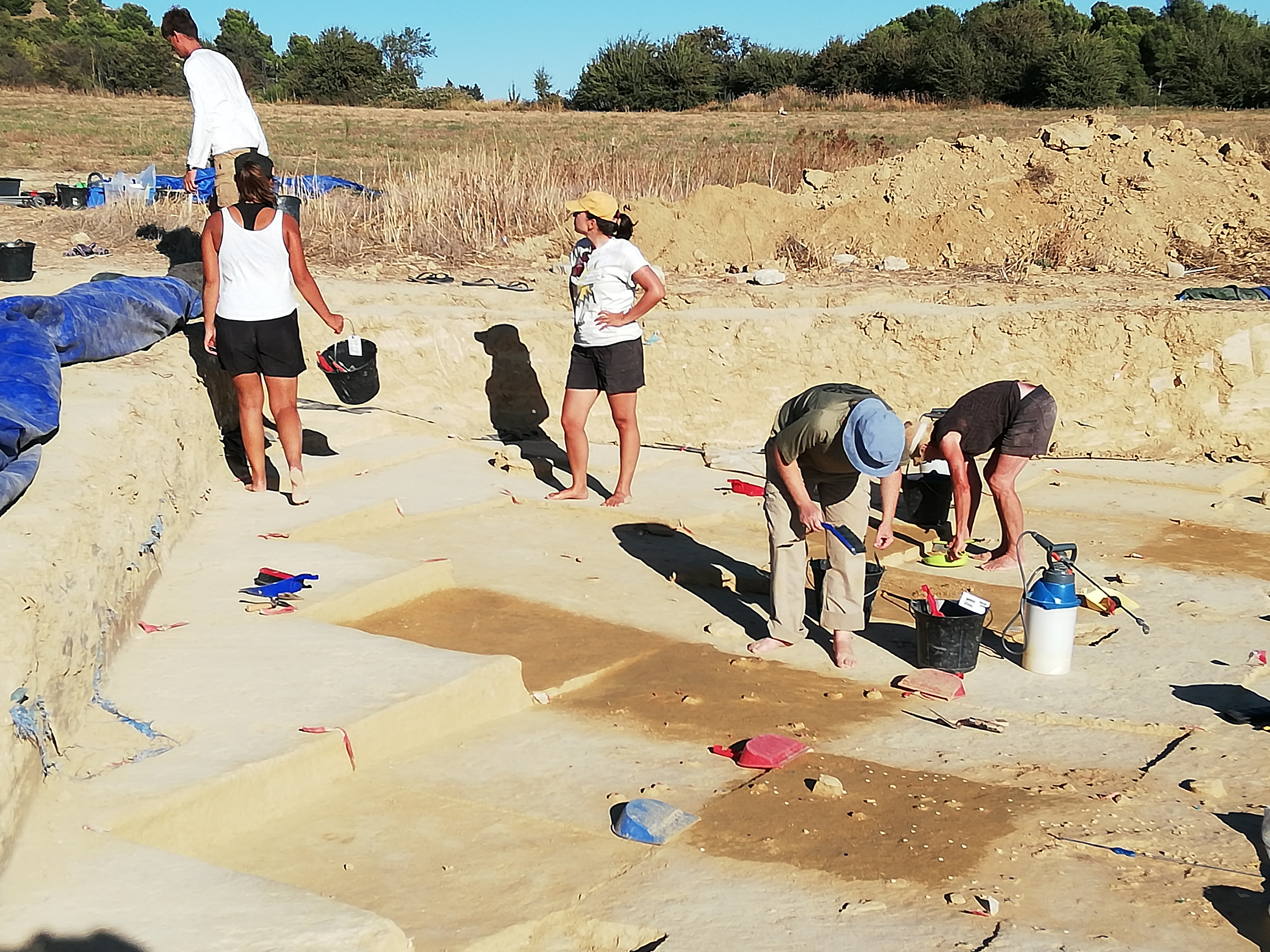
Campagne de fouilles du site de Régismont en 2019

L’histoire de Poilhes commence avec le site d’Ensérune, dont une partie des habitants s’est fixée près de Régismont sur une terrasse maritime à la fin de l'époque Aurignacienne, alors que les grands froids d'une glaciation avaient fait monter les mers d'une trentaine de mètres, où fut découvert une station de pêcheurs, qui ont notamment laissé sur place dans des fonds de cabanes, des silex taillés.
Le premier facteur marquant de l’histoire du village, c’est la création de la Voie Domitienne en 118 av. J.-C. qui relie l’Italie à l’Espagne. Cet axe désengorge la plaine et lui apporte la prospérité. La cité d’Ensérune voit sa population se déplacer vers des terres basses. Poilhes recèle une forte densité de vestiges d’habitats romains sur cette terre agricole riche à proximité de la capitale Narbonne.
Après l’effondrement de l’Empire romain, le village a traversé les siècles de bouleversements religieux et politiques.

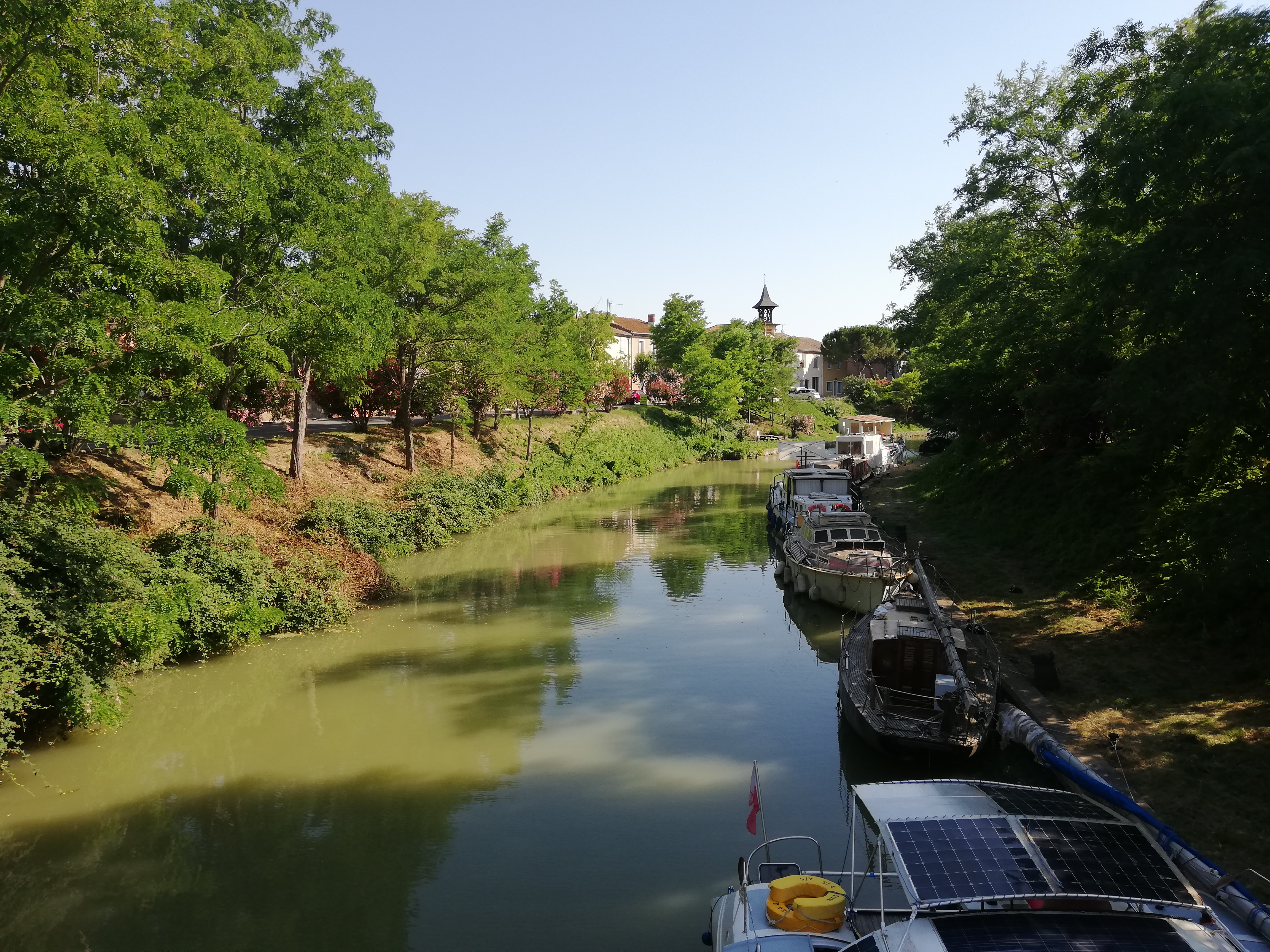
Le Canal du Midi vu depuis la passerelle

Le second fait majeur dans l’histoire de Poilhes, c’est l’arrivée du canal du Midi. Cet ouvrage a révolutionné la vie du village qui s’est alors ouvert sur un ouvrage reliant les deux mers. C’est le commerce du blé qui motiva sa construction. Construit au XVIIe siècle, de 1666 à 1681, sous le règne de Louis XIV et sous la supervision de Pierre-Paul Riquet, le canal du Midi est le plus ancien canal d’Europe encore en fonctionnement. La mise en œuvre de cet ouvrage est étroitement liée à la question de la navigation fluviale aux temps modernes. Le défi, relevé par Pierre-Paul Riquet, était d’acheminer l’eau de la montagne Noire jusqu’au seuil de Naurouze, le point le plus élevé du parcours.
La commune s’est ensuite progressivement tournée vers la viticulture et le commerce du vin. Aujourd’hui, le village doit trouver sa place dans un territoire en pleine mutation après la crise de la viticulture. Le village s’est développé principalement à l’est du canal.

## Politique et administration

### Rattachements administratifs et électoraux
Le village se trouve dans l'arrondissement de Béziers du département de l'Hérault. Pour l'élection des députés, il fait partie depuis 1988 de la cinquième circonscription de l'Hérault, qui est délimitée par le découpage électoral de la loi no 86-1197 du 24 novembre 1986. Pour l'élection des conseillers départementaux, le village faisait partie du canton de Capestang jusqu'en 2015, il fait maintenant partie du canton de Saint-Pons-de-Thomières.

### Intercommunalité
Poilhes faisait partie de la communauté de communes Canal-Lirou, depuis sa création en 2000, jusqu'en 2014 où la communauté de communes Sud-Hérault a été créée par la fusion de la communauté de communes du Saint-Chinianais et de la communauté de communes Canal Lirou.

### Politique locale

#### Projet avorté de commune nouvelle
Un projet de création commune nouvelle par la fusion des communes de Poilhes, Capestang et Montels a été proposé par les conseils municipaux de ces 3 communes en février 2018, puis abandonné en juin 2018,,,,.

### Administration municipale
La population de Poilhes étant comprise entre 500 et 1 499 habitants, son conseil municipal est constitué de 15 membres, dont le maire et ses adjoints.
| Période   | Période   | Identité                    | Étiquette | Qualité                                 |
| --------- | --------- | --------------------------- | --------- | --------------------------------------- |
| 1790      | 1809      | Louis Bousquet              |           |                                         |
| 1809      | 1832      | Antoine Bousquet            |           |                                         |
| 1832      | 1837      | Antoine Couderc             |           |                                         |
| 1837      | 1843      | Alexandre Fonvieille        |           |                                         |
| 1843      | 1867      | Louis Mailhac               |           |                                         |
| 1867      | 1881      | Eugène Fonvieille           |           |                                         |
| 1881      | 1892      | Charles Viguier             |           |                                         |
| 1892      | 1896      | Etienne Durand (Fils)       |           |                                         |
| 1896      | 1908      | Dieudonné Audiberty         |           |                                         |
| 1908      | 1912      | Jean Izard                  |           |                                         |
| 1912      | 1919      | Philémon Durand             |           |                                         |
| 1919      | 1925      | Joseph Calas                |           |                                         |
| 1925      | 1935      | Gaston Durand               |           |                                         |
| 1935      | 1941      | Valentin Courret            |           |                                         |
| 1941      | 1944      | Paul Fabre                  |           | Président de la délégation spéciale     |
| 1944      | 1945      | Louis Rech                  |           | Président du comité local de libération |
| 1945      | 1947      | Valentin Courret            |           |                                         |
| 1947      | 1950      | Louis Rech                  |           |                                         |
| 1950      | 1959      | Joseph Pages                |           |                                         |
| 1959      | 1974      | Charles Azam                |           |                                         |
| 1974      | 1977      | Henri Granier               |           |                                         |
| 1977      | mars 2001 | Claude Cros                 |           |                                         |
| mars 2001 | mars 2014 | Michel Viguier              | SE        |                                         |
| mars 2014 | 2020      | Jacqueline Carabelli-Sejean | UMP-LR    | Retraitée Fonction publique             |
| 2020      | En cours  | Bérenger Sarda              |           |                                         |

### Finances locales
La commune de Poilhes fait partie de strate des communes de 500 à 2 000 habitants appartenant à une communauté de communes, au sens de l'administration fiscale.

#### Capacité d'autofinancement
Le tableau ci-dessous présente l'évolution de la capacité d'autofinancement de Poilhes, sur une période de quinze ans :
|                      | 2005 | 2006 | 2007 | 2008 | 2009 | 2010 | 2011 | 2012 | 2013 | 2014 | 2015 | 2016 | 2017 | 2018 | 2019 | 2020 |
| -------------------- | ---- | ---- | ---- | ---- | ---- | ---- | ---- | ---- | ---- | ---- | ---- | ---- | ---- | ---- | ---- | ---- |
| Poilhes              | 82   | 54   | 119  | 75   | 44   | 26   | 93   | 117  | 184  | 129  | 136  | 105  | 169  | 126  | 228  | 164  |
| Moyenne de la strate | 142  | 151  | 152  | 151  | 145  | 140  | 168  | 168  | 156  | 149  | 149  | 147  | 153  | 156  | 164  | 165  |

Comparée à la moyenne de la strate, la capacité d'autofinancement de Poilhes observe un profil globalement inférieur à la moyenne de la strate. On note malgré tout une inversion de la tendance pour 2013, 2007 et 2019.

#### Impôts locaux
Le tableau ci-dessous présente l'évolution des trois impôts locaux de Poilhes (taxe d'habitation, taxe foncière, taxe sur le foncier non bâti), entre 2005 et 2020 :
|                      | 2005 | 2006 | 2007 | 2008 | 2009 | 2010 | 2011 | 2012 | 2013 | 2014 | 2015 | 2016 | 2017 | 2018 | 2019 | 2020 |
| -------------------- | ---- | ---- | ---- | ---- | ---- | ---- | ---- | ---- | ---- | ---- | ---- | ---- | ---- | ---- | ---- | ---- |
| Poilhes              | 284  | 291  | 296  | 316  | 356  | 351  | 344  | 346  | 336  | 345  | 341  | 334  | 344  | 350  | 367  | 377  |
| Moyenne de la strate | 221  | 225  | 234  | 244  | 217  | 223  | 269  | 277  | 285  | 288  | 299  | 301  | 299  | 307  | 316  | 322  |

Comparés à la moyenne de la strate, les impôts locaux de Poilhes observent un profil supérieur à ladite strate.

#### Fonds de roulement
Par ailleurs, de 2002 à 2012 le fonds de roulement est négatif à la moyenne de la strate, mais depuis 2013 il est devenu positif.

#### Endettement
Le montant de l'endettement par habitant, au 31 décembre 2020, est de 86 € (en nette baisse par rapport à 2010, avec 228 € d'endettement par habitant), situé largement au-dessus de la moyenne de la strate, qui est de 600 €.

### Jumelage
Au 22 mai 2022, Poilhes n'est jumelée avec aucune commune.

## Population et société

### Démographie

#### Évolution démographique
L'évolution du nombre d'habitants est connue à travers les recensements de la population effectués dans la commune depuis 1793. Pour les communes de moins de 10 000 habitants, une enquête de recensement portant sur toute la population est réalisée tous les cinq ans, les populations de référence des années intermédiaires étant quant à elles estimées par interpolation ou extrapolation. Pour la commune, le premier recensement exhaustif entrant dans le cadre du nouveau dispositif a été réalisé en 2004.

En 2022, la commune comptait 534 habitants, en évolution de −5,99 % par rapport à 2016 (Hérault : +7,49 %, France hors Mayotte : +2,11 %).
| 1793 | 1800 | 1806 | 1821 | 1831 | 1836 | 1841 | 1846 | 1851 |
| ---- | ---- | ---- | ---- | ---- | ---- | ---- | ---- | ---- |
| 110  | 147  | 119  | 141  | 155  | 147  | 203  | 219  | 241  |

| 1856 | 1861 | 1866 | 1872 | 1876 | 1881 | 1886 | 1891 | 1896 |
| ---- | ---- | ---- | ---- | ---- | ---- | ---- | ---- | ---- |
| 215  | 226  | 230  | 240  | 292  | 353  | 390  | 439  | 557  |

| 1901 | 1906 | 1911 | 1921 | 1926 | 1931 | 1936 | 1946 | 1954 |
| ---- | ---- | ---- | ---- | ---- | ---- | ---- | ---- | ---- |
| 623  | 624  | 507  | 535  | 524  | 534  | 495  | 482  | 443  |

| 1962 | 1968 | 1975 | 1982 | 1990 | 1999 | 2004 | 2006 | 2009 |
| ---- | ---- | ---- | ---- | ---- | ---- | ---- | ---- | ---- |
| 506  | 504  | 405  | 451  | 517  | 507  | 478  | 465  | 538  |

| 2014 | 2019 | 2022 | - | - | - | - | - | - |
| ---- | ---- | ---- | - | - | - | - | - | - |
| 563  | 538  | 534  | - | - | - | - | - | - |

#### Pyramide des âges
La population de la commune est relativement âgée.
En 2018, le taux de personnes d'un âge inférieur à 30 ans s'élève à 25,7 %, soit en dessous de la moyenne départementale (35,4 %). À l'inverse, le taux de personnes d'âge supérieur à 60 ans est de 37,3 % la même année, alors qu'il est de 27,5 % au niveau départemental.
En 2018, la commune comptait 270 hommes pour 278 femmes, soit un taux de 50,73 % de femmes, légèrement inférieur au taux départemental (52,24 %).
Les pyramides des âges de la commune et du département s'établissent comme suit.
| Hommes | Classe d’âge | Femmes |
| ------ | ------------ | ------ |
| 1,1    | 90 ou +      | 2,9    |
| 10,9   | 75-89 ans    | 9,9    |
| 26,4   | 60-74 ans    | 23,4   |
| 21,9   | 45-59 ans    | 22,0   |
| 13,6   | 30-44 ans    | 16,5   |
| 12,8   | 15-29 ans    | 9,5    |
| 13,2   | 0-14 ans     | 15,8   |

| Hommes | Classe d’âge | Femmes |
| ------ | ------------ | ------ |
| 0,8    | 90 ou +      | 1,9    |
| 8      | 75-89 ans    | 9,9    |
| 17,2   | 60-74 ans    | 18,3   |
| 18,9   | 45-59 ans    | 18,8   |
| 18,3   | 30-44 ans    | 17,8   |
| 19,3   | 15-29 ans    | 17,9   |
| 17,5   | 0-14 ans     | 15,3   |

## Vie locale

### Économie et emploi
L'économie du village est surtout basée sur l'agriculture, la viticulture avec l'IGP (précédemment « Vin de pays ») Coteaux-d'Ensérune, et le tourisme avec son port sur le canal du Midi, les commerces, les restaurants et les gîtes.

### Commerces et restaurants
Poilhes compte trois restaurants, une exposition-vente de vin et gites, une épicerie multi-service.

### Enseignement

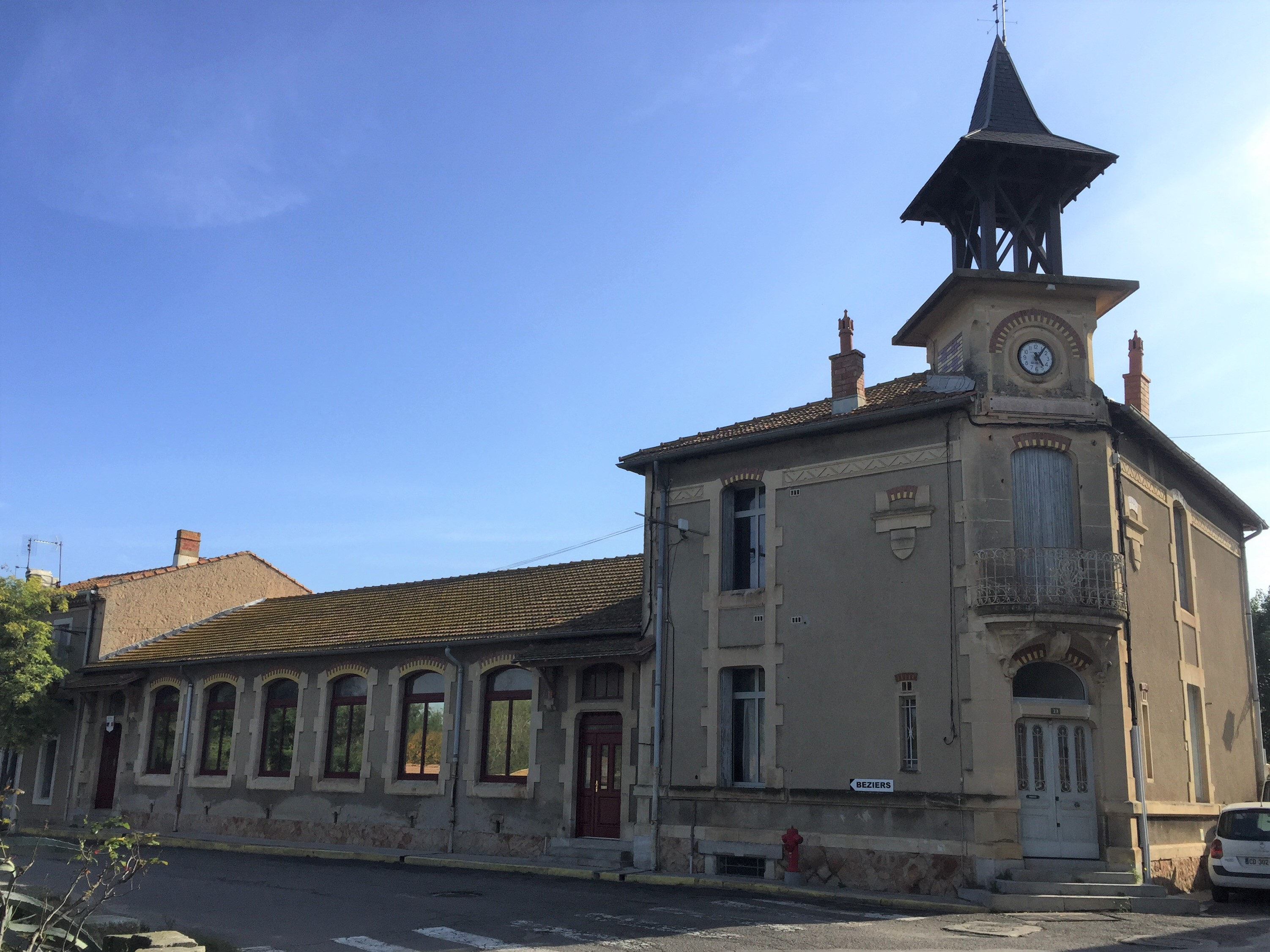
L'École Pierre Paul Riquet et son clocher

L'école primaire Pierre-Paul Riquet de la commune est située boulevard Paul Riquet. Pendant l'année scolaire 2021-2022, elle accueillait 27 élèves, répartis dans 2 classes. Ses plans, dessinés par l’architecte Adrien Avon datent d'octobre 1903, son approbation départementale de 1908 et la construction s'est faite par la suite. La cour de récréation a été goudronnée en 2001 et l'école a été mise aux normes ERP en été 2016.
Le collège de secteur est celui de Paul Bert à Capestang, tandis que les lycées de secteurs se trouvent à Sérignan et Béziers.

### Santé
Il n'y a pas d’infrastructure médicale à Poilhes, cependant des médecins traitants, maisons médicales et pharmacies sont disponibles dans les villages alentour (Capestang, Montady, Nissan-lez-Enserune).
Des infirmiers peuvent venir à domicile sur rendez-vous.

### Sports
- Poilhes accueille le club de football de l'A.S. Midi Lirou Vernazobre. Ce club est né, en juillet 2008, de l'union de plusieurs villages du canton : Capestang, Creissan, Montels, Poilhes et Puisserguier, ainsi que Saint-Chinian. Le club comptabilise plus de 180 licenciés, depuis les vétérans jusqu'aux débutants.
- Par ailleurs, il existe un second club de foot, nommé OML, mais qui n'a pas de licencié dans son école de foot et qui joue en PHB.
- Il existe aussi un Foyer Rural, ouvert des plus jeunes aux anciens proposant des activités comme la danse, le tir à l'arc, le fitness, le qi-gonq, la gym douce.
- Un parcours de santé est aménagé le long des berges du canal du Midi.

### Associations
- Le Foyer Rural de Poilhes : Association sportive.
- A.S. Midi Lirou : Association sportive (Football).
- Les Artistes Indépendants : Association artistique (Peinture).
- Le Syndicat de Chasse.
- Les Anciens Combattants : Association culturelle du souvenir. Des cérémonies sont organisés chaque 8 mai, 14 juillet et 11 novembre.

### Manifestations culturelles et festivités
- Une fête de l'école est organisée sur la place de l'Horreum tous les ans en juin.
- À l'occasion des journées du patrimoine, tous les ans est organisée une exposition de peinture.
- Une course pédestre (Ronde d'Ensérune) était organisée chaque été par le village, rassemblant de plus en plus de participants mais cette manifestation n'existe plus depuis 2009.
- Traditionnellement, une fête du village était organisée le weekend du 11 novembre, mais cette fête n'existe plus depuis la dissolution du comité des fêtes.

## Économie

### Revenus
En 2019, la commune compte 244 ménages fiscaux, regroupant 524 personnes. La médiane du revenu disponible par unité de consommation est de 20 140 € (20 640 € dans le département).

### Emploi
|                | 2008   | 2013   | 2018   |
| -------------- | ------ | ------ | ------ |
| Commune        | 9,1 %  | 8,1%   | 10,5 % |
| Département    | 10,1 % | 11,9 % | 12 %   |
| France entière | 8,3 %  | 10 %   | 10 %   |

En 2018, la population âgée de 15 à 64 ans s'élève à 301 personnes, parmi lesquelles on compte 76,6 % d'actifs (66,1 % ayant un emploi et 10,5 % de chômeurs) et 23,4 % d'inactifs,. En 2018, le taux de chômage communal (au sens du recensement) des 15-64 ans est inférieur à celui du département, mais supérieur à celui de la France.
La commune fait partie de la couronne de l'aire d'attraction de Béziers, du fait qu'au moins 15 % des actifs travaillent dans le pôle. Elle compte 53 emplois en 2018, contre 81 en 2013 et 48 en 2008. Le nombre d'actifs ayant un emploi résidant dans la commune est de 205, soit un indicateur de concentration d'emploi de 25,7 % et un taux d'activité parmi les 15 ans ou plus de 50,4 %.
Sur ces 184 actifs de 15 ans ou plus ayant un emploi, 37 travaillent dans la commune, soit 18 % des habitants. Pour se rendre au travail, 91,5 % des habitants utilisent un véhicule personnel ou de fonction à quatre roues, 1,5 % les transports en commun, 1 % s'y rendent en deux-roues, 1 % s'y rendent à pied et 5 % n'ont pas besoin de transport (travail au domicile).

### Activités hors agriculture

#### Secteurs d'activités
36 établissements sont implantés à Poilhes au 31 décembre 2019. Le tableau ci-dessous en détaille le nombre par secteur d'activité et compare les ratios avec ceux du département,.
| Secteur d'activité                                                                                        | Commune | Commune | Département |
| Secteur d'activité                                                                                        | Nombre  | %       | %           |
| --- | ------- | ------- | ----------- |
| Ensemble                                                                                                  | 36      | 100 %   | (100 %)     |
| Industrie manufacturière, industries extractives et autres                                                | 2       | 5,6 %   | (6,7 %)     |
| Construction                                                                                              | 1       | 2,8 %   | (14,1 %)    |
| Commerce de gros et de détail, transports, hébergement et restauration                                    | 18      | 50 %    | (28 %)      |
| Information et communication                                                                              | 2       | 5,6 %   | (3,3 %)     |
| Activités financières et d'assurance                                                                      | 0       | 0 %     | (3,2 %)     |
| Activités immobilières                                                                                    | 1       | 2,8 %   | (5,3 %)     |
| Activités spécialisées, scientifiques et techniques et activités de services administratifs et de soutien | 12      | 33,3    | (17,1 %)    |
| Administration publique, enseignement, santé humaine et action sociale                                    | 0       | 0 %     | (14,2 %)    |
| Autres activités de services                                                                              | 0       | 0 %     | (8,1 %)     |

Le secteur du commerce de gros et de détail, des transports, de l'hébergement et de la restauration est prépondérant sur la commune puisqu'il représente 50 % du nombre total d'établissements de la commune (18 des 36 entreprises implantées à Poilhes), contre 28 % au niveau départemental.

### Agriculture
|               | 1988 | 2000 | 2010 | 2020 |
| ------------- | ---- | ---- | ---- | ---- |
| Exploitations | 53   | 47   | 26   | 22   |
| SAU (ha)      | 463  | 343  | 295  | 8,9  |

En 2020, l'orientation technico-économique de l'agriculture sur la commune est la viticulture. Le village a le droit de produire les vins aux appellations suivantes : le Pays d'Hérault, les Coteaux d'Ensérune et le Pays d'Oc.
Vingt-deux exploitations agricoles ayant leur siège dans la commune sont dénombrées lors du recensement agricole de 2020 (53 en 1988). La superficie agricole utilisée est de 8,9 ha,.
Le territoire de Poilhes dispose de 5 domaines, dont 1 qui ne possède plus une vocation agricole, 1 hangar agricole destiné à la CUMA, 1 bâtiment agricole destiné à une bergerie et 3 caves particulières recensées dans le rapport de présentation du plan local d'urbanisme.

### Tourisme
La commune fait partie du Grand Site Occitanie Canal du Midi - Béziers et un Grand Site de France est en projet.
Il est possible de s'y promener dans les ruelles anciennes et de voir les étendoirs, les pompes anciennes ou encore les Calvaires.
Le port de Poilhes accueille des touristes plaisanciers, et quelques randonneurs du chemin du piémont pyrénéen qui passent par les chemins de halage du Canal du Midi.

## Culture locale et patrimoine

### Lieux et monuments

Carte du Canal du Midi et de la robine de Narbonne : gravure (1789)

- Le canal du Midi, œuvre du Biterrois Pierre-Paul Riquet, datant du XVIIe siècle, classé en 1996 au Patrimoine mondial de l'humanité par l'UNESCO.
- La via Domitia, des vestiges de la voie romaine sont encore visibles dans la partie orientale du territoire communal, en direction du hameau du Viala (D37E5).
- Le domaine de Régismont, autour de ce domaine viticole en activité, de nombreux vestiges de la présence romaine ont été mis au jour. Le site a été classé monument historique par arrêté du 3 février 1937 et l'on peut y voir de nombreux sarcophages datés du début de notre ère ainsi que des vestiges aurignaciens. Vers le IVe siècle, une première église chrétienne a été édifiée sur le site actuel du domaine mais fut détruite vers le XVe siècle.
- Le site préhistorique de Régismont-le-Haut, a livré les vestiges d'une occupation de plein air datant de la fin de l'Aurignacien[44].
- L'orme de Sully, arbre vénérable planté en 1608, près de la placette du village. Le tronc creux était soutenu par une ceinture en métal et la plus grosse des branches était supportée par un ouvrage en béton. Étant mort, l'arbre a été enlevé en 2018 et remplacé par un nouvel arbre, ne reste qu'une plaque rappelant cet arbre vénérable.
- Deux canons anglais posés sur des blocs de pierre sur la berge du canal du Midi ; ces canons ont été trouvés par un plongeur amateur au large d'Agde dans les années 1970[43], puis conservés quelques années dans un bassin d'eau douce pour finalement être donnés à la commune.
- A côté des canons, se trouve un fond de dollium romain, petit objet patrimonial retrouvé à proximité[43].
- L'Église Saint-Martin de Poilhes, fait partie de la paroisse Notre-Dame-Des-Étangs. En 1933, le presbytère et son jardin furent démolis pour agrandir le virage et créer l'actuel boulodrome.
- Dans le cimetière du village, un monument aux morts est construit en hommage aux victimes de la Première Guerre mondiale.
- La passerelle au-dessus du canal du Midi, verte pendant très longtemps avant de devenir rouge en 2010, construite en 1927 par le Génie militaire de Montpellier pour permettre à un gradé de rejoindre sa maîtresse en toute discrétion[45].
- Un lavoir et un épanchoir se situent le long du canal du midi[43],[46].

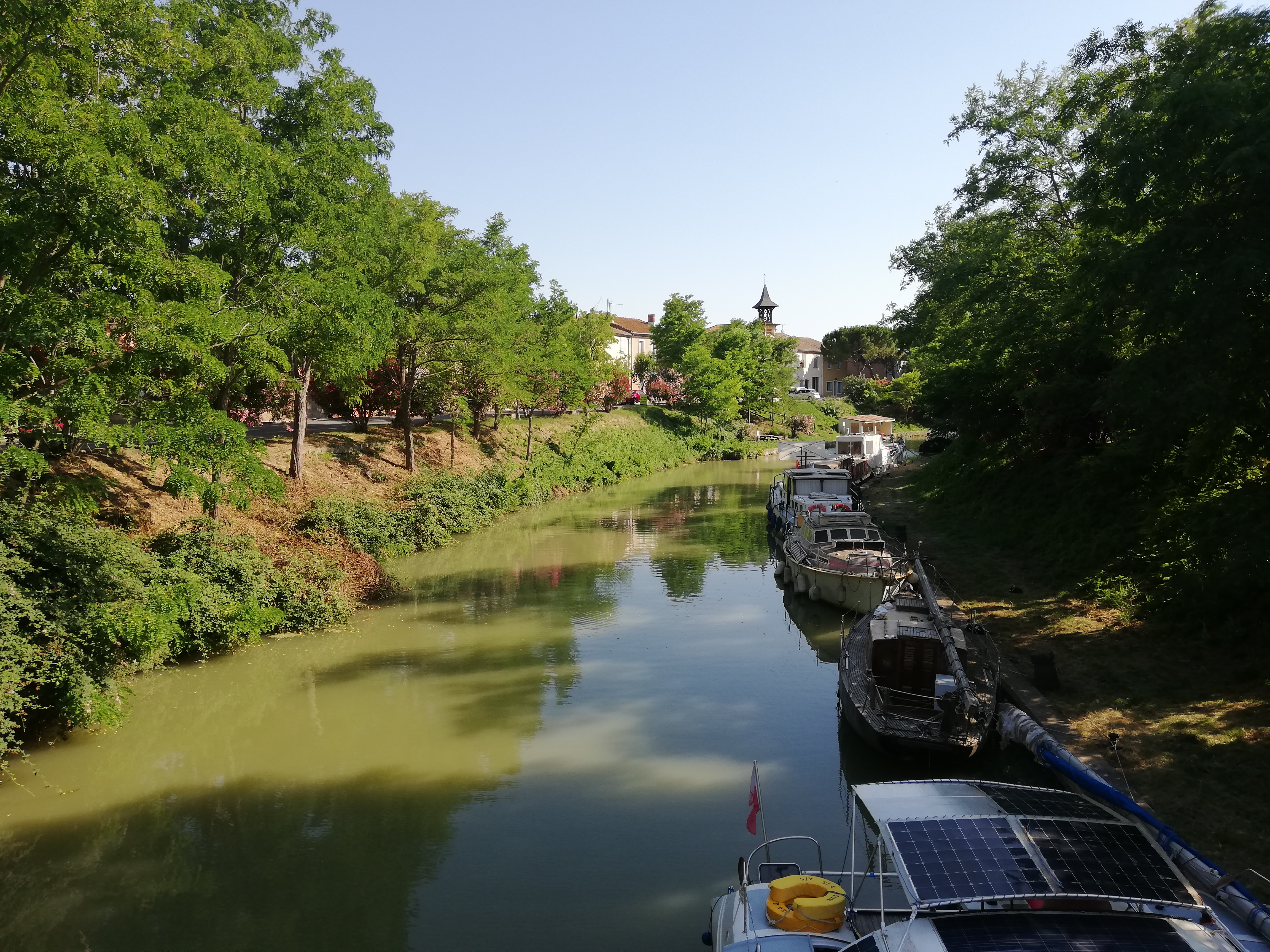
Le Canal du Midi classé au Patrimoine mondial de l'humanité par l'UNESCO vu depuis la passerelle du village
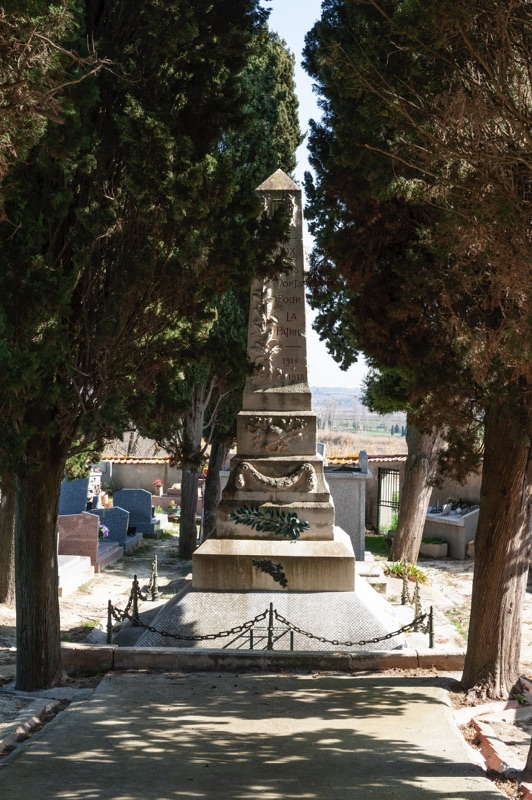
Monument aux morts construit en hommage aux soldats de la Première Guerre Mondiale.
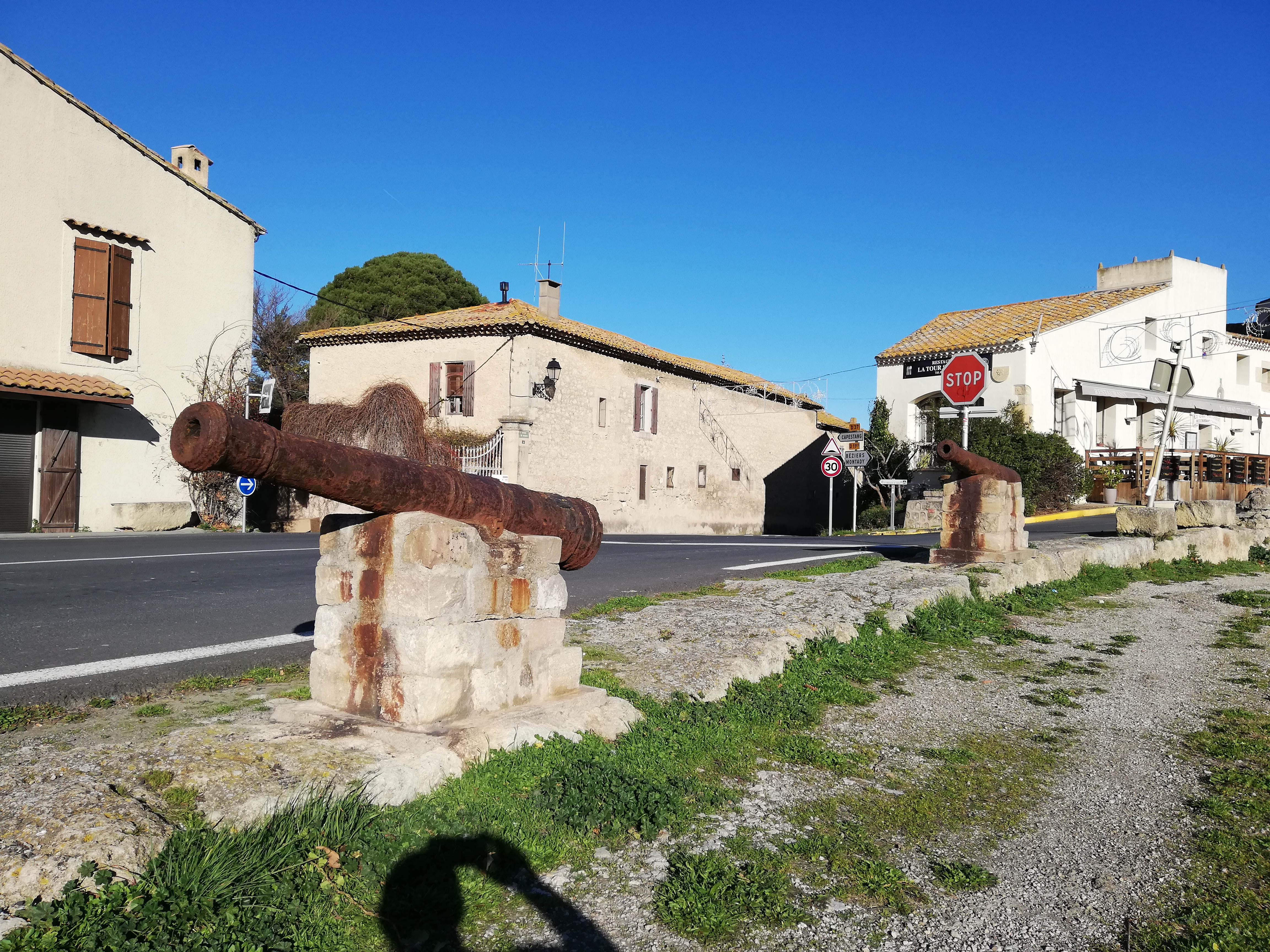
Canons anglais offerts par la commune d'Agde posés en bordure du Canal du Midi.
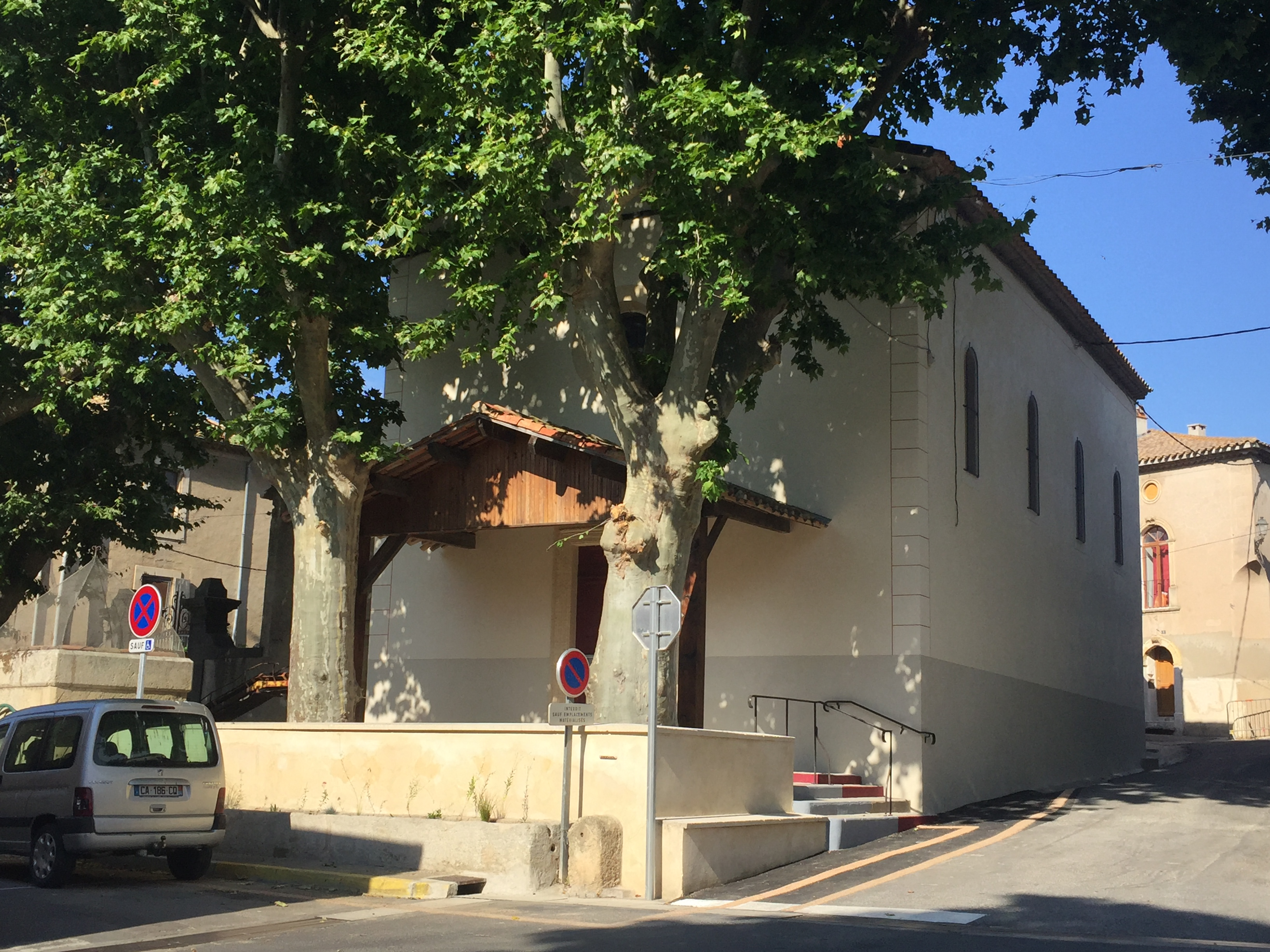
L'Église Saint-Martin après sa rénovation en 2020.
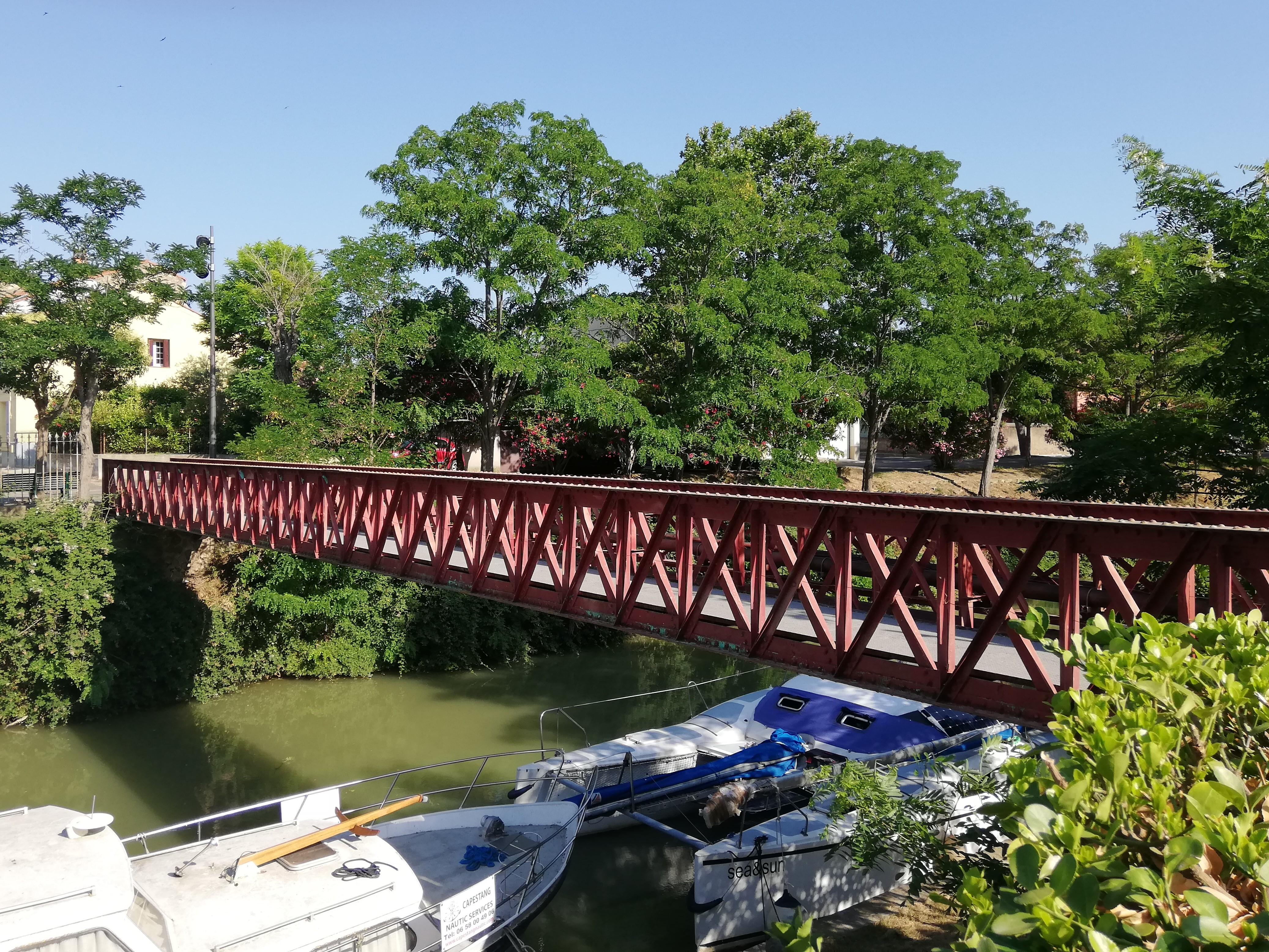
Passerelle construite pour permettre à un gradé militaire de rejoindre discrètement sa maîtresse.

### Héraldique
|  | Les armoiries de Poilhes se blasonnent ainsi : de gueules à la fasce fuselée d'or et d'azur |

## Personnalités liées à la commune
- Jackie Raynal, née à Poilhes le 20 octobre 1940, actrice et réalisatrice de cinéma[48].

### Fonds d'archives
- Fonds : Archives communales de Poilhes (1682-1852) [1,29 ml].  Cote : 206 EDT. Montpellier : Archives départementales de l'Hérault (présentation en ligne)..